# Biserica Reformată din Ungaria

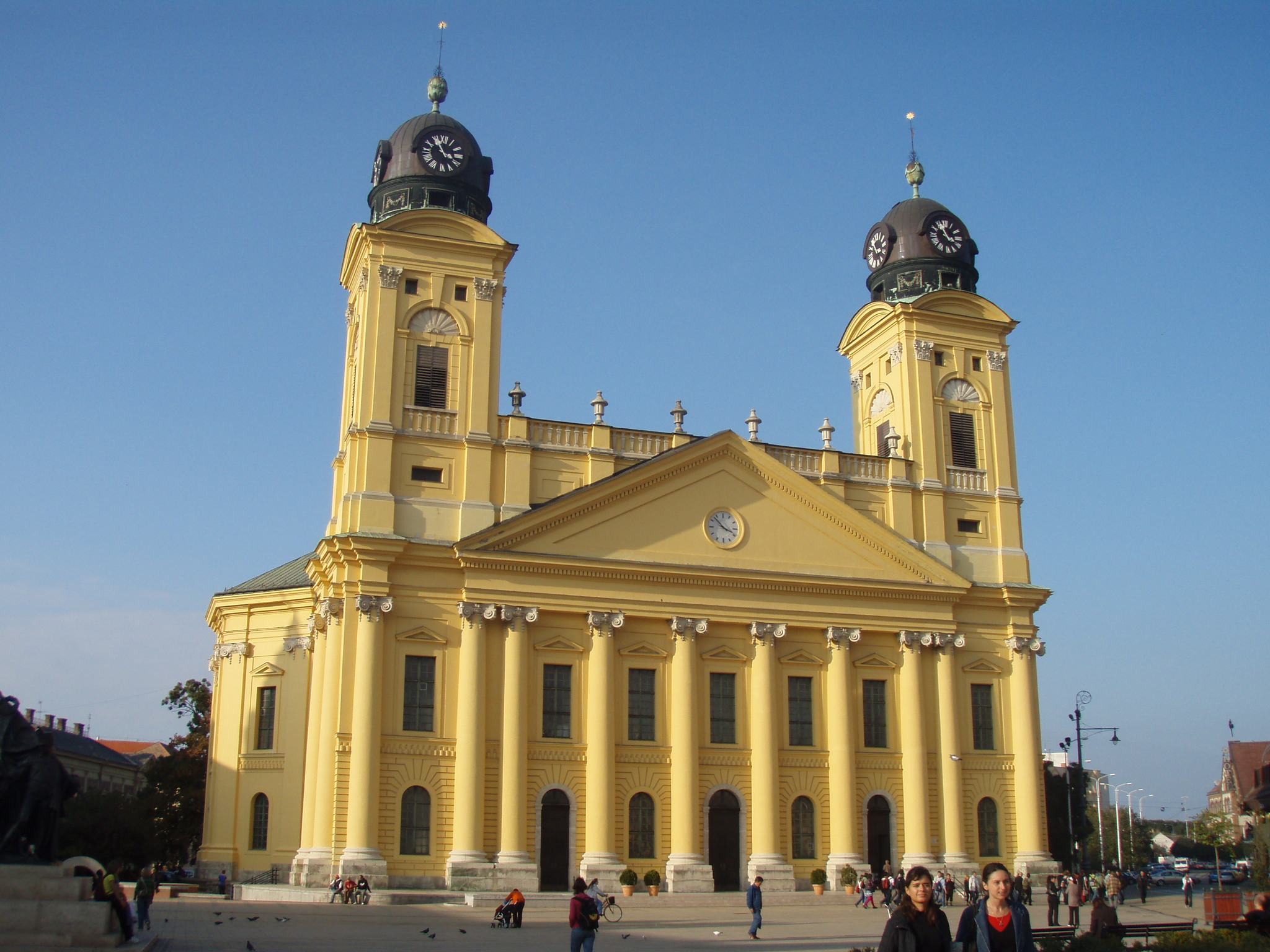
Marea Biserică Reformată din Debrețin, simbol al calvinismului maghiar.

Biserica Reformată din Ungaria (în limba maghiară Magyarországi Református Egyház) este aceea parte a Bisericii Reformate-Calvine prezentă în Ungaria. Conform recensământului din anul 2011 un număr de 1,153,442 de cetățeni maghiari și-au declarat apartenența la această Biserică. Credincioșii calvini au astfel o pondere de 11,6%-12% din populația Ungariei, reprezentând a doua cea mai mare confesiune din această țară după Biserica Romano-Catolică. Biserica Reformată Maghiară este organizată în patru districe sau episcopii (Debrețin, Budapesta, Miskolc și Pápa) și 27 de prezbiterii sau eparhii. Sediul bisericii este în orașul Debrețin, cunoscut sub numele de Roma calvinistă sau Geneva Ungariei.

## Scurt istoric
În secolul al XVI-lea în Europa are loc Reforma Protestantă împotriva Bisericii Romano-Catolice. Ca urmare a Reformei, din catolicism se despart numeroase biserici și secte cum ar fi luteranismul, calvinismul și anglicanismul. Biserica Calvină a fost fondată în Elveția de către preotul francez Jean Calvin. În acestă periodă, Ungaria era ocupată de Imperiul Otoman. Acest fapt a favorizat răspândirea calvinismului, dar și a altor culte protestante, printre maghiari. Principalii reformatori maghiari au fost Mátyás Dévai și Gáspár Heltai. În anul 1567 a avut loc Sinodul de la Debrețin unde A doua confesiune helvetică a devenit confesiunea oficială pentru maghiarii calvini.
La sfârșitul secolului al XVII-lea Ungaria a fost eliberată de sub ocupația otomană și integrată în Imperiul Habsburgic. Credincioșii protestanți au beneficiat de libertate religioasă, însă au fost supuși la diferite discriminări, confesiunea preferată de autorități fiind cea  catolică. Această situație a durat până în anul 1868, când a fost adoptată legea libertății cultelor.
În prezent Biserica Reformată Maghiară este cea mai mare comunitate protestantă din Ungaria și una din cele mai mari comunități calvine din întreaga lume. Constituția acestei biserici este urmată și de  Biserica Reformată din România, precum și de bisericile reformate din Slovacia, Croația, Serbia și Slovenia.